# Ermengarda (filla de Lluís II el Jove)
Ermengarda (852/855 - 896) fou la segona filla de l'emperador d'occident Lluís II el Jove i d'Engelberga.

## Esposa de Bosó
El 876 es va casar amb el duc Bosó V de Provença - amb Ermengarda, una branca dels carolingis es va fondre amb els Bosònides - i li va donar dues filles i un fill, Lluís III el Cec, rei de Provença i futur emperador d'occident
El maig del 878, el papa Joan VIII amenaçat pels sarraïns i alguns nobles italians, va refugiar-se a Arle amb Ermengarda i el seu marit el duc Bosó.
Després del cop d'estat de Bosó l'octubre de 879, va participar en la defensa de Provença contra les temptatives de reconquesta dels reis carolingis. A finals del 880, va defensar amb èxit la ciutat de Viena, a la vall del Roine, capital del regne de Burgúndia que el seu espòs Bosó havia intentat restaurar, i que estava assetjada per les tropes de l'aliança dels reis carolingis Carles III el Gras, Lluís III de França i Carloman II de França.
L'agost de 881, en el moment del segon setge de Viena, les tropes de Carles III el Gras, novament escollit emperador d'occident, aconseguiren prendre la ciutat que fou saquejada i incendiada. Ricard el Justicier, germà de Bosó, va agafar llavors sota la seva protecció a la seva cunyada i la seva neboda i les va portar a Autun, mentre que el seu marit Bosó es va refugiar a Provença.

## Regent del regne de Provença
El 887, després de la mort, del seu marit, el rei Bosó, va esdevenir regenta del Regne de Provença amb l'ajut de Ricard el Justicier. El maig del 887, va portar al seu fill, el futur emperador Lluís III, amb l'emperador Carles III el Gras, perquè aquest l'adoptés, cosa que va fer.
El maig de 889 va fer acte de submissió a Arnulf de Caríntia, el nou rei de Frància Oriental.
La seva mort va passar probablement el 896 o 897 si es creu als documents que la mencionen respectivament encara viva el 896 en un diploma del seu fill Lluís a favor de Saint-Chef, i morta el 2 de juny de 897 quan aquest mateix Lluís demana que es pregui pel descans de l'ànima del seu pare Bosó i de la seva mare Ermengarda.

## Genealogia
```
Ermengarda filla de 
Lluís II el Jove
 (vegeu la genealogia de la 
Dinastia carolíngia
).
x es casa el 
876
 amb 
Bosó V de Provença

│
├─
Engelberga
 (vers 877 - † vers 917)
│ casada amb 
Guillem I d'Aquitània
 dit 
el Pietós
 
├─Ermengarda († ap. 924).
│ casada amb 
Manassès I de Chalon
 (vers 875-918), dit l'Antic o l'Ancià, senyor de 
Vergy
, 
Comte de Chalon
, de 
Beaune
, d'
Auxois
 i de 
Langres
.
│ 
└─
Lluís III el Cec
 (vers 
880
- † després de 
928
) 
```